# 圣帕莱 (谢尔省)
圣帕莱（法語：Saint-Palais，法語發音：[sɛ̃ palɛ]）是法国谢尔省的一个市镇，位于该省北部，属于布尔日区。

## 地理
圣帕莱（47°13'57"N, 2°25'12"E）面积26.12 平方千米，位于法国中央-卢瓦尔河谷大区谢尔省，该省份为法国中部省份，北起卢瓦雷省，西接卢瓦-谢尔省和安德尔省，南至克勒兹省，东南接阿列省，东临涅夫勒省。
与圣帕莱接壤的市镇（或旧市镇、城区）包括：阿谢尔、梅里埃斯布瓦、康蒂伊、圣马丹多克西尼。

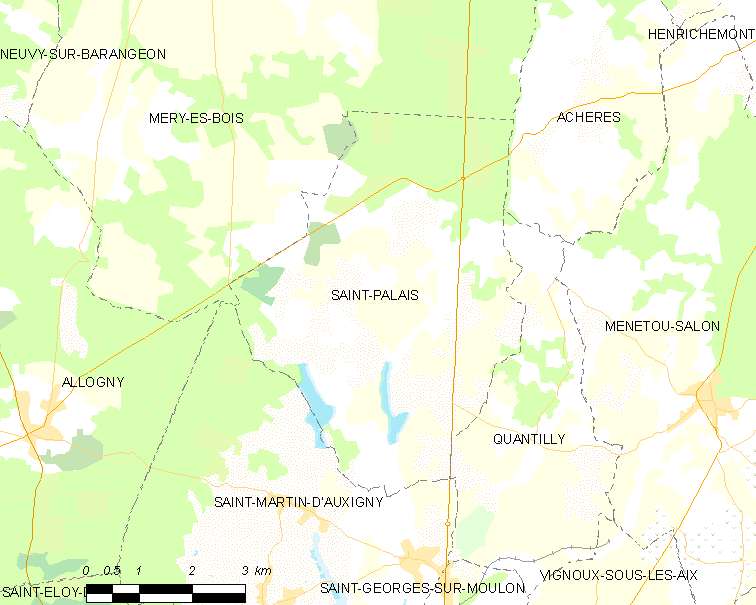
的OSM定位图

圣帕莱的时区为UTC+01:00、UTC+02:00（夏令时）。

## 行政
圣帕莱的邮政编码为18110，INSEE市镇编码为18229。

## 政治
圣帕莱所属的省级选区为圣马丹多克西尼县。

## 人口

1962-2008年间人口变化图示

圣帕莱于2022年1月1日时的人口数量为617人。